# Kokkolan Hermes
Kokkolan Hermes ist ein finnischer Eishockeyverein aus Kokkola, der in der Mestis, der zweithöchsten finnischen Eishockeyliga, spielt. Ihre Heimspiele absolviert die Mannschaft in der Kokkolan jäähalli.
Der Verein wurde 1953 gegründet. Er entstand durch den Zusammenschluss der Eishockeyabteilungen der beiden Vereine Kokkolan Palloveikot und Gamlakarleby BK. In den Jahren 2001 und 2004 erreichte Hermes den dritten Platz der Mestis, der zweithöchsten finnischen Liga. Im Jahr 2006 stieg die Mannschaft in die Suomi-sarja ab und schaffte erst neun Jahre später die Rückkehr in die Mestis.

## Bekannte ehemalige Spieler
- Niklas Bäckström
- Toni Dahlman
- Jukka Hentunen
- Mikko Jokela
- Leo Komarov
- Mika Noronen
- Tomi Pettinen
- Timo Pärssinen
- Oļegs Sorokins
- Iiro Tarkki
- Igor Wjasmikin

## Gesperrte Trikotnummern
- 1 – Tapio Salo
- 7 – Tuomo Valavaara
- 9 – Eino Pollari
- 23 – Jani Uski
- 91 – Jouni Kalliokoski